# バンビ (プロレスラー)
バンビ（1976年9月21日 - ）は、日本の女子プロレスラー。岩手県久慈市生まれの東京都育ち。身長170cm、体重99.2kg。
「佑天寺うらん」という名でも活動（イラストレーターなどで）。
元DDTプロレスリングの「昭和」子。KAIENTAI DOJOに移籍後、バンビとして再デビューした。
2AW(旧:KAIENTAI DOJO)所属時代、選手の中で数少ない女性レスラーでありながら、男性レスラーをも震え上がらせる女王様キャラであった。

## 来歴
元々はJWP女子プロレス（団体名は長らく伏せられていたが、2010年にバンビ自らTwitter上で明かし、JWP初参戦の際にも公式で触れられた）の練習生だったが、対人恐怖症になってしまい自主退団。その後、DDTの練習生となる。
2001年
- 10月30日覆面レスラー「「昭和」子」としてジオポリスでマネージャーデビュー。

2002年
- 7月頃から練習生のまま「「昭和」子」として試合を行うようになる。8月頃から体操シャツ・ブルマー・ルーズソックスというコスチュームが定着。

2004年
- 1月12日の後楽園ホール大会で、スーパー宇宙パワー相手に正式にデビュー。キャッチコピーは「ブルマを履いた妖精」。
- 10月27日、蛇光教団に拉致され、以降は「「戦闘員」子」としてファイトする。コスチュームは蛇光戦闘員の紺色全身タイツにルーズソックスとなり、キャッチコピーは「狂乱のメンヘル戦士」に変化。

2005年
- 1月、自分の道を歩むべく起死回生でDDTを退団。その後、KAIENTAI DOJOの練習生となる。
- 5月21日、千葉県・Blue Fieldにおいて、対お船、中川ともか組戦で再デビュー（パートナーはアップルみゆき）吉田万里子のアドバイスで素顔でファイト、そしてバンビと名乗る。

2006年
- 3月の「息吹」から白のワンピースの水着でファイト。一部マスコミからは「ワンピ姫」と呼ばれる。
- 12月、旭志織、大石真翔、YOSHIYA、MIYAWAKIとヒールユニットΩオメガ結成。ヒールへ転向、黒長髪、ヒールメイク、ボンデージと「女王様」スタイルへ変貌する。

2007年
- ケガにより長期欠場。その後週刊プロレスのレスラー名鑑にて家庭の事情で欠場であることが明らかにされた。

2008年
- 3月8日のBF大会に突如乱入。4月13日後楽園ホール大会で復帰。
- 5月4日、「ハードコアレディース 〜退かない女たち〜」で初の有刺鉄線デスマッチを行う。
復帰時から、ナチュラルメイクとなり、ファンからの「女王様」コールが浸透する。
- 週刊プロレス6月4日号にて、結婚（2011年に離婚）ならびに前年11月に第一子を出産したことを公表。

2009年
- 得意のムチ攻撃で、ザ・グレート・サスケを手下にするなど功績をあげる。
- 8月23日、古巣たるDDT初の両国国技館大会「両国ピーターパン 〜大人になんてなれないよ〜」における高木三四郎 vs サスケのウェポンランブルにて高木の公認凶器「ムチwithバンビ」として登場。

2011年
- 大畠美咲率いる「ブラック・ダリア」の一員となる。
- 山縣優退団によりK-DOJOの紅一点となる。
- 8月7日、ブラック・ダリアの一員としてJWP初参戦。

2012年
- 所属するK-DOJOとREINAの提携によりREINAにレギュラー参戦。他に頑固プロレスにて「頑固反逆同盟」の一員として参戦。

2013年
- WNCにて真琴率いる「私立・プロレス学園」に加入。

2014年
- ダイエットを始めスリムになる。しかし期限内にダイエットで成果を見せることができずに火野裕士との罰ゲームのシングルを敢行される。

2015年
- 自身がプロデュースする「神姫楽（かぐら）プロジェクト」を立ち上げ。

2016年
- 3月17日に新宿FACEで開催された「タカタイチ興行復活祭」に出場。菊タローとタッグを組み、小川良成&日向小陽組と対戦。この試合は小川が現役時に出場した唯一のミックスマッチであり、バンビは小川良成と対戦した唯一の女子プロレスラーとなっている。

2020年
- 10月31日、2AWを退団。団体側から「佑天寺うらん」名義での活動を止めるように言われ、両方の活動を大切にしたいという理由から退団を決意し、以降フリーとして活動している。

2021年
- 秋に体重100キロの大台を突破[3]。

2022年
- 体重増加のために膝に負担がかかった影響で膝を負傷した事により、膝に負担をかけないようダイエットを約1年ぶりで行い体重が100kgを下回った[4]。

## 人物
20歳〜24歳まで風俗（主にイメクラ）で勤務。同時期に漫画家、イラストレーターとしての活動も始め、こちらが忙しくなり店に行けなくなってきたことから風俗はやめた。漫画の掲載誌は「夜遊び隊、MANZOKU、ヤンナイ、内タイ、シティプレス」と振り返っている。意外なところでは一時期集英社『セブンティーン』にもイラストを提供していた。影響を受けた漫画家に岡崎京子、南Q太、やまだないと、魚喃キリコを挙げている。ただし誰かに描き方を習ったことはなく、完全に自己流と述べている。
プロレスデビューは過去練習生だったことを知った高木三四郎に「観においで」誘われたことがきっかけ。覆面レスラー・「昭和」子としてデビューしたのは、当時四方から見られるのを苦手としていたことが理由。

## 得意技
- ジャーマンスープレックス

所謂ぶっこ抜きの投げっぱなしジャーマン。相手を抱え込んで一度持ち上げた後、振り子の様に反動をつけて一気に投げ捨てる豪快さが売り。投げる際に自身のウェイトを使う為、相手が逆らおうと強引にぶっこ抜く事が出来る。
- ラリアット

ウェイトを乗せた強烈な一撃。
- 喉輪落とし

女子にしては長身(170cm)なのを活かし、相手を一気に吊り上げて強烈にマットに叩きつける。垂直落下式。
- お股

蒼魔刀の様に座った相手に向かうが、その時両膝を揃えず開いた状態から股間でアタックする。アタックの勢いで相手の上に乗りつつ、両腕で相手の両足をからめ取り、丸め込んでカウントを狙う。
- ピーチアタック

ヒップアタック。
- 三途の川

三人まとめてのボディプレス。
- ダイビングセントーン

「昭和」子時代の2004年8月1日に初披露、この技で木村ネネを破り初勝利を挙げる。フォームが金村キンタローの爆YAMAスペシャルに酷似。
- ムーンサルトプレス

バンビの使うムーンサルトプレスは、殆ど飛ばずに後ろにひっくり返る為、通常のムーンサルトに比べかなり低空である。そのため自分の頭がマットすれすれを通過するので、見ている側は一瞬「失敗したのではないか」とヒヤヒヤする。
- シャイニング・ウィザード

そんなムーンサルトプレスに代わり、最近はダイビングセントーンと共に2大必殺技として多用。背後から打ってくることやスタンディング式もある。
- ハリケーン・ラナ
- シャッターチャンス

ハイキック。

## タイトル歴
- TLW世界女子ヤングタッグ王座（パートナーは羽沙羅）
- 千葉6人タッグ王座（パートナーは火野裕士、リッキー・フジ）
- WEWハードコアタッグ王座（パートナーは真琴）
- 北上女子王座
- 海女王

## 入場テーマ曲
- 「Hero」（Papaya）＜「昭和」子時代＞
- 「COME」（THE MACHINE GUN TV）※キングレコード「KAIENTAI DOJO 2」に収録
- 「Crystal Garden」（MARBLE TRAVELERS）
- Hot Ride(The Prodigy) 「ブラックダリア テーマ曲」

## 神姫楽プロジェクト
神姫楽プロジェクトは、バンビがプロデュースする「音楽とプロレスの融合」をテーマにしたプロジェクト。メンバーはバンビら女子プロレスラーに女性シンガーソングライターが参加、レフェリー・リングアナウンサーなども女性限定。女子練習生も募集。
2015年1月3日、設立発表。複数回のプレイベントを経て、5月14日に新宿FACEで旗揚げ。
当初バンビが代表を務めていたが、6月からKAIENTAI DOJO代表のTAKAみちのくが当プロジェクト代表も兼任することになった。
2019年4月1日、活動休止。6月20日、解散。

### 参加メンバー

#### プロレスラー
- バンビ
- 日向小陽
- 加藤悠
- 早川メアリー
- デボラＫ

#### パフォーマー
- 稲葉リノ
- Aica

## メディア出演

### テレビ
- プロレスKING（GAORA）

### 写真集
- 「Stylish」（日本スポーツ出版社）※撮影は加納典譲、DVD付。ISBN 4903339041